# Objaw Dennie-Morgana

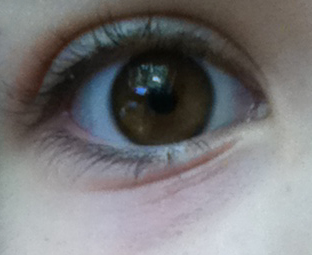
Objaw Dennie-Morgana

Objaw Dennie-Morgana – w dermatologii, charakterystyczne dla atopowego zapalenia skóry wytworzenie fałdu skórnego poniżej brzegu dolnej powieki.